# Villa Smith

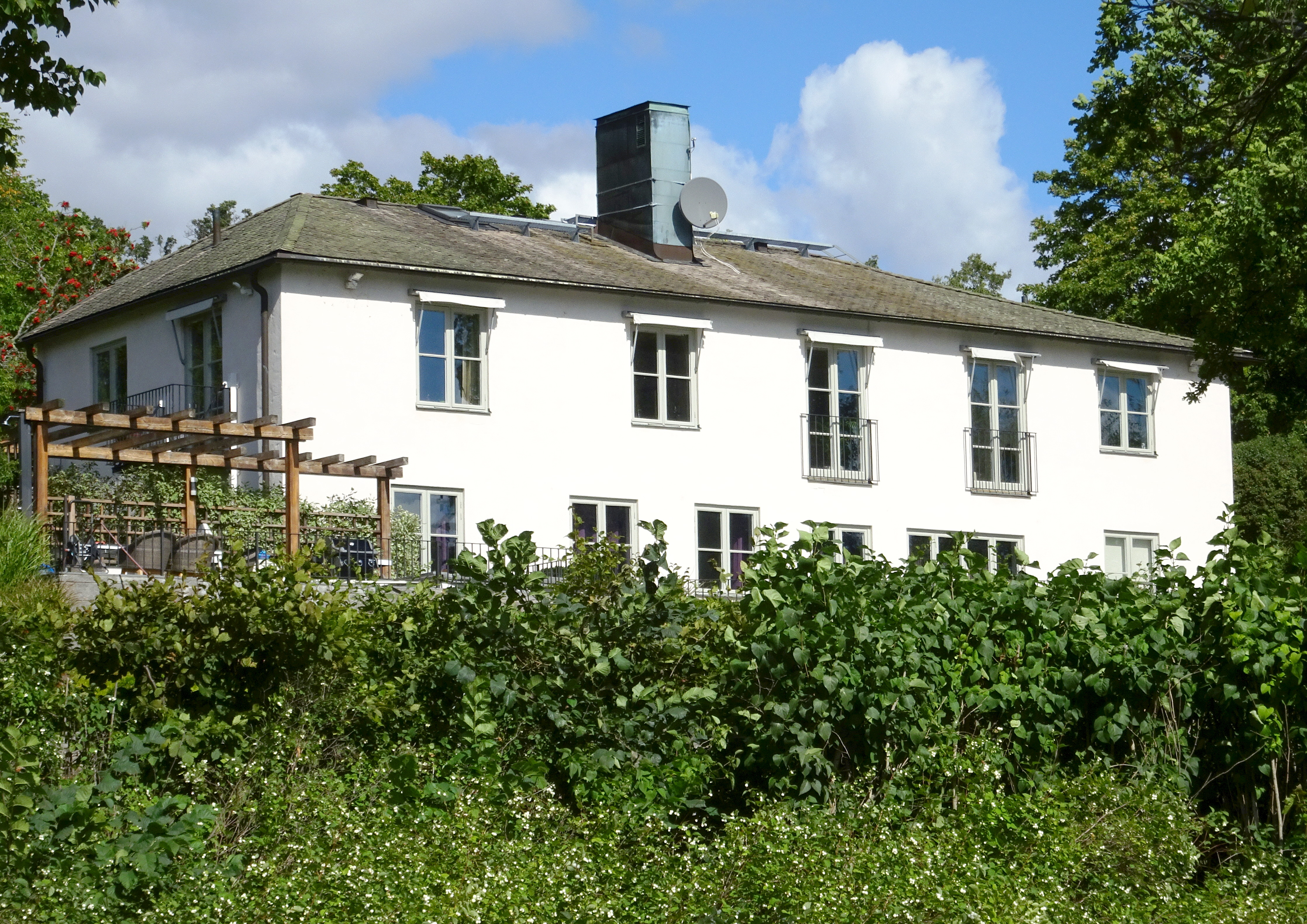
Villa Smith, fasad åt söder, 2021.

Villa Smith är en byggnad i Lidingö kommun och ligger vid Mölnavägen 20 i kommundelen Mölna. Villan ritades 1959 av arkitekt Nils Tesch för eget bruk; dock flyttade han aldrig in. Enligt arkitekturskribenten Olof Hultin hör Villa Smith ”till det svenska 50-talets finaste villor i den traditionella skolan” och den är ”avspänt klassisk med en välbalanserad asymmetri”.

## Byggnadsbeskrivning
Marken där villan uppfördes hörde ursprungligen till Mölna gård, vars huvudbyggnad reser sig omedelbart öster om villan. Villans arkitekt var Nils Tesch under medverkan av hans medarbetare Erik Asmussen. Huset kallas Villa Smith efter sin första ägare, officeren Harald Smith. Tesch hade fått upp ögonen för Mölnas vackra omgivning och arbetade samtidigt med ritningar för Östra Mölna radhusområde som ligger i närheten.
Villan är en vinkelbyggnad placerad på en södervänd sluttningstomt med vidsträckt utsikt över Lilla Värtan. Mot norr och gatan har byggnaden en våning. Här ligger entréhall, vardagsrum med bibliotek, arbetsrum, kök och sovrum samt garage med port mot gatan. I souterrängplanet ligger flera mindre rum samt husets källare med pannrum, tvättstuga, förråd och liknande.
Byggnadens yttre är stramt och enkelt med vitputsade fasader (ursprungligen grårosa) under flacka valmade skiffertak. Tillsammans med trädgårdens mur mot gatan skapar byggnadens vinkelform en skyddad innergård på entrésidan. Trädgårdens nedre del öppnar sig mot vattnet och gestaltades av landskapsarkitekten Walter Bauer. Han stod även för utformningen av parklandskapet kring Mölna gård. Villan har dock inte direktkontakt med vattnet utan ett allmänt promenadstråk går förbi här. 
Tesch ritade villan för sig och sin familj men han tog den aldrig i besittning eftersom den blev för stor och för dyr.

## Bilder

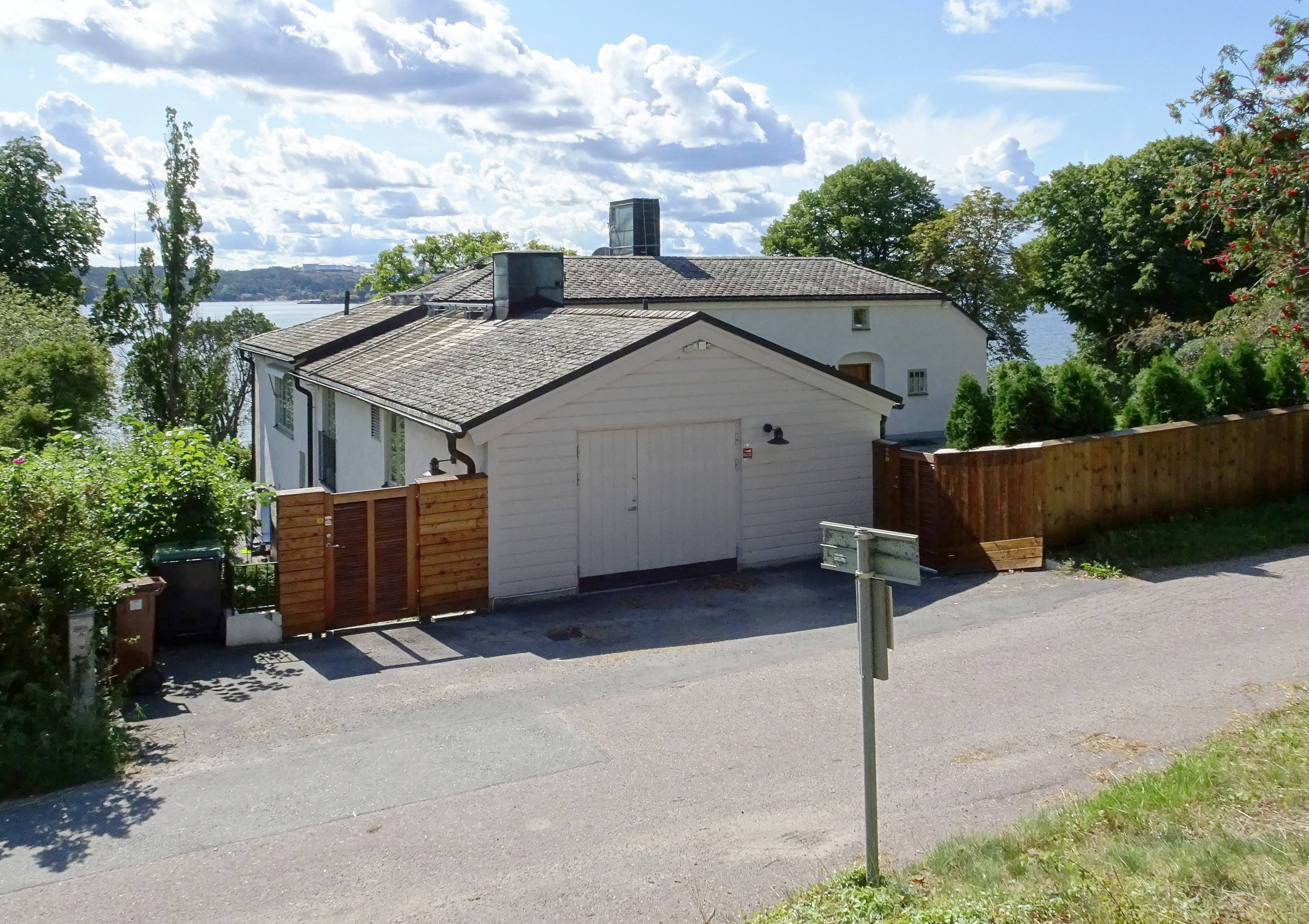
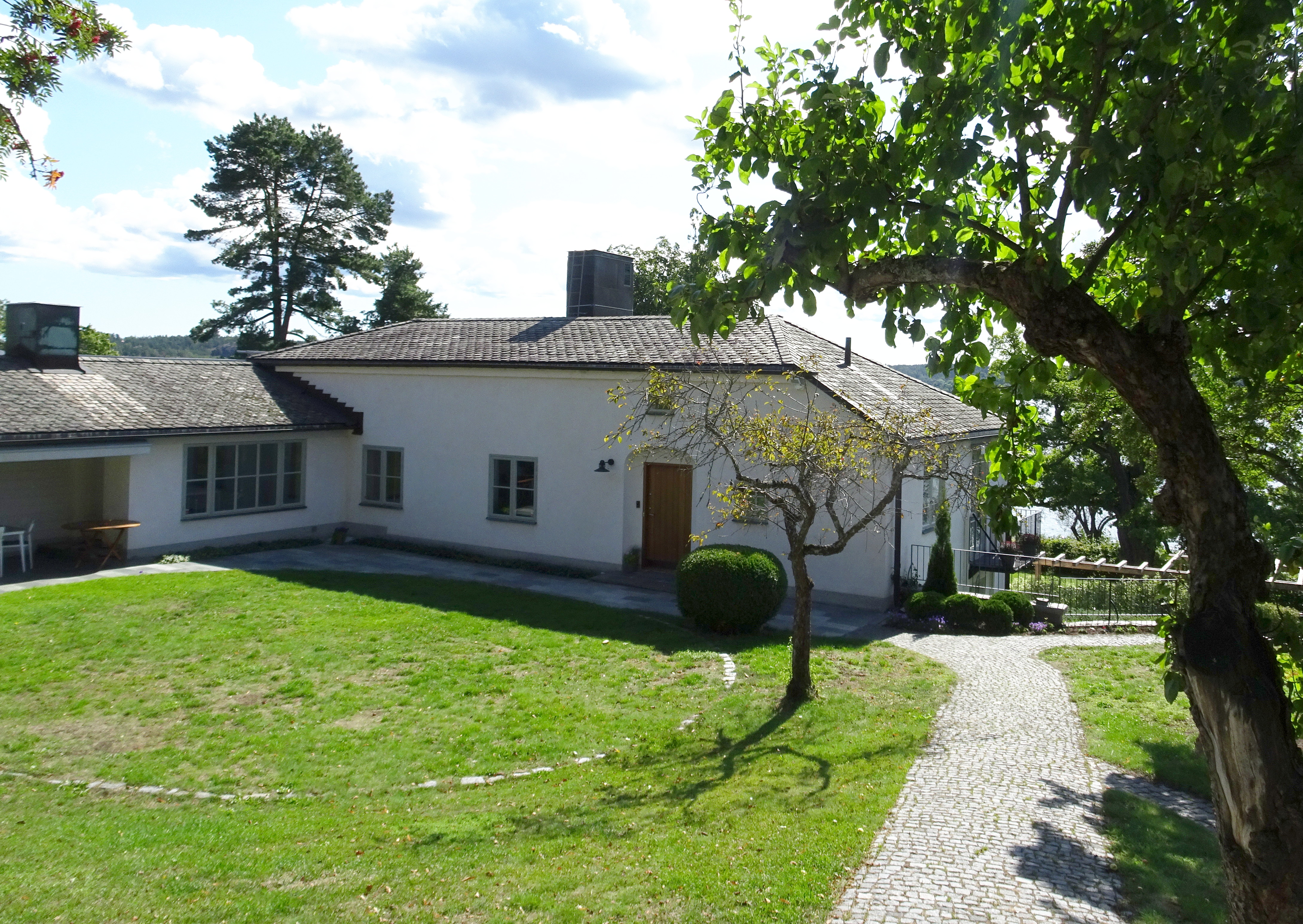
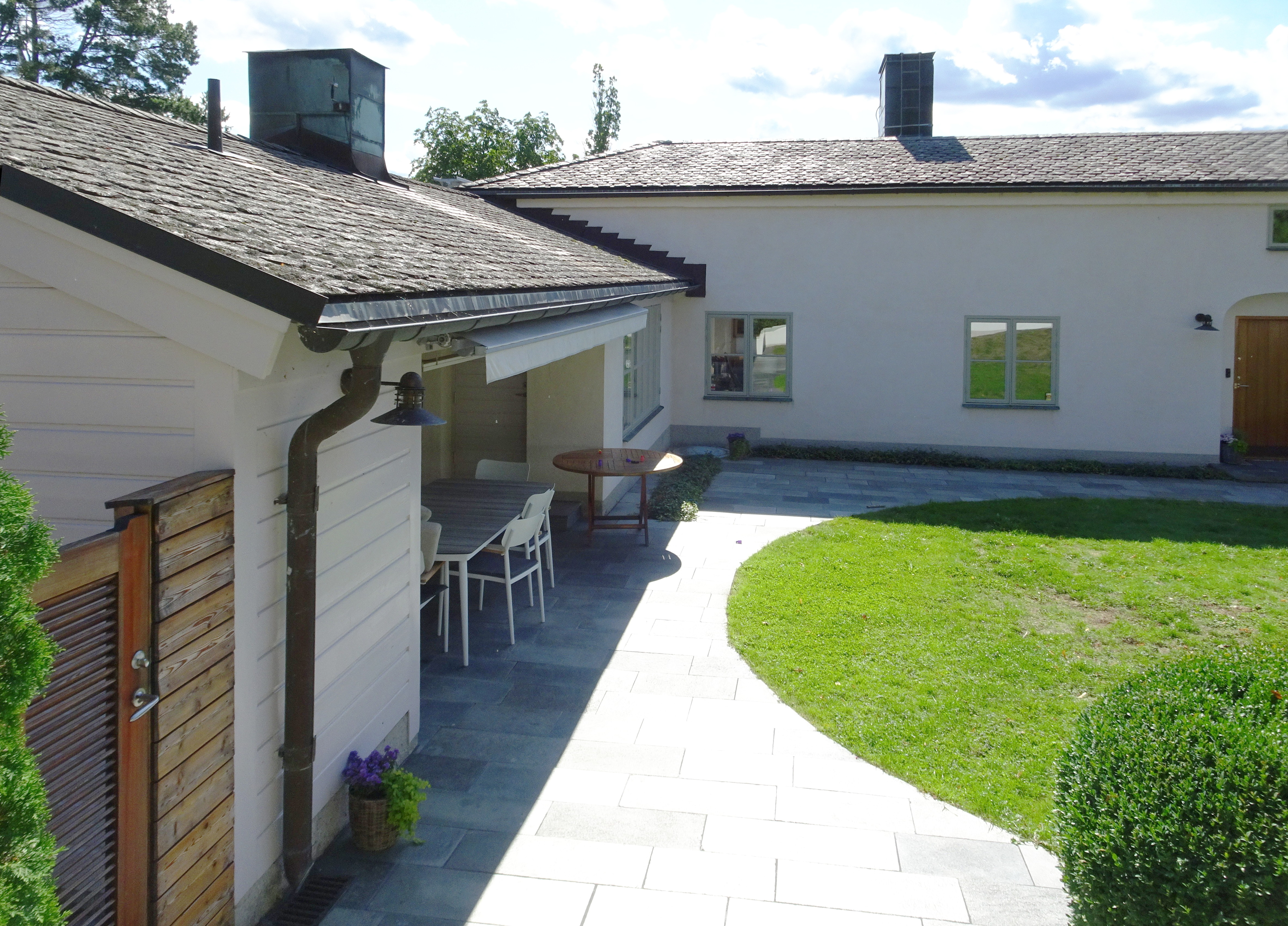